# Помпоко: Війна танукі в період Хейсей
«Помпоко: Війна танукі в період Хейсей» (яп. 平成狸合戦ぽんぽこ, Хейсей танукі гассен помпоко) — повнометражний аніме-фільм, що вийшов на студії «Ghibli» в 1994 році. Режисером та сценаристом є Такахата Ісао.
Чарівні істоти танукі — єнотоподібні собаки-перевертні, потерпають від розбудови міста. Вони намагаються по-різному врятуватися: боротися з людьми, ховатися серед них, або ж тікати. Та люди, які перестали вірити в танукі, частіше просто не помічають їх.

## Сюжет
Дія починається в Японії наприкінці 1960-х років. Околиці Токіо, де проживають чарівні істоти танукі, невдовзі будуть забудовані передмістям. Люди вирубують ліси та навіть зрівнюють з землею гору. Керівниця танукі, стара Ороку-баба, закликає звірят битися між собою, щоб лише найсильніші вижили та мали досить їжі. Історія продовжується на початку 1990-х років, у перші роки періоду Хейсей. Лісів лишилося мало, Ороку-баба вирішує послати гінців шукати допомоги у різних легендарних старійшин з інших регіонів Японії. Проте танукі лінуються що-небудь робити, їх більше цікавить нова людська їжа, як-от гамбургери, та телевізор. Надія лишається на молодих звірят. Один з юних танукі, Шьокічі, вважає, що треба зрозуміти людський спосіб життя. Він вчиться створювати ілюзії, щоб перетворюватися на звичайні людські предмети.
Кілька танукі вчаться вдавати з себе людей, у тому числі агресивний вождь Ґонта, старий гуру Сейдзаемон, Ороку, та Шьокічі. Вони розвідують як можна завадити будівництву, хоча це не завжди вдається: танукі то привертають увагу дивною поведінкою, то перетворюються не на тих, кого треба. Ґонта, розлючений подальшою вирубкою лісу, вирішує будь-що прогнати людей негайно. Він влаштовує диверсії на будівництві, через що декілька людей раняться і гинуть. Налякані будівельники хочуть звільнитися, але на їхнє місце приходить ще більше.
За кілька років один із гінців повертається, привозячи трьох старійшин із далекого острова Сікоку. Там люди ще не зазіхають на володіння танукі та шанують їх. Намагаючись відновити повагу до надприродних істот, група танукі насилає ілюзію величезного параду йокаїв. Але один зі старійшин танукі, витративши на підтримання ілюзії всі сили, помирає. Власник сусіднього парку розваг приєднується до параду, запевняючи містян, що це був його власний рекламний трюк. Отож, усі зусилля танукі виявляються марні.
Після цієї невдачі єдність танукі остаточно руйнується, вони розпадаються на менші групи, кожна з яких по-своєму бореться за життя на своїх споконвічних землях. Одна група на чолі з Ґонтою відлякує будівельників постійним терором. Його прибічники врешті зливаються в чудовисько цурубе-отоші, що гине під колесами вантажівки. Інша група відчайдушно намагається привернути увагу телебачення. Один зі старійшин божеволіє та збирає немічних танукі на корабель, який пливе на вірну смерть. Інший старійшина задумується про життя серед людей, як це зробили лисиці-перевертні кіцуне.
Останні вцілілі танукі створюють грандіозну ілюзію, показуючи людям якою колись була зайнята ними земля. Наймайстерніші в ілюзіях танукі, зневірившись у боротьбі, ховаються серед людей, покинувши решту побратимів напризволяще. Всі ці події спонукають людей відвести частину земель під парки, та їх замало, щоб там жили всі танукі. Чарівним істотам доводиться вести жалюгідне життя, уникаючи автомобілів і нишпорячись на смітниках. Деякі вирушають у сільську місцевість, однак її вже зайняли інші танукі-втікачі.
Одного разу Шьокічі, який переховується серед людей, бачить як інший танукі стрибає в щілину в стіні. Шьокічі виявляє стежку, що веде до трав'яної галявини, де збираються деякі його товариші. Він радісно перетворюється назад на танукі, щоб приєднатися до них. Друг Шьокічі, Понкічі, звертається до глядачів, просячи людей дбати про танукі та інших тварин, не руйнувати довкілля, в якому вони живуть. Кадр віддаляється і виявляється, що галявина була полем для гольфу в передмісті.

## Персонажі
| Персонажі     | Японський дубляж |
| ------------- | ---------------- |
| Шьокічі       | Нономура Макото  |
| Окійо         | Ішіда Юріко      |
| Сейдзаемон    | Мікі Норіхей     |
| Ороку-баба    | Кійокава Ніджіко |
| Ґонта         | Ідзумія Шігеру   |
| Інуґамі-ґьобу | Ашія Ганносуке   |
| Бунта         | Мурата Такехіро  |
| Понкічі       | Хаяшія Кобухей   |
| Рютаро        | Фукудзава Акіра  |
| Сасуке        | Хаяшібара Мегумі |
| Оповідач      | Коконтей Шінчьо  |
| Офуку         | Мідзухара Рін    |

## Нагороди
Виграв у номінації «Найкращий повнометражний анімаційний фільм» на Міжнародному фестивалі анімаційних фільмів в Аннесі.
У 1994 році фільм здобув премію «Майніті» — за найкращий анімаційний фільм.